# عين وازيف (كورت)
عين وزيف هو دُوَّار يقع بجماعة بني وال، إقليم سيدي قاسم، جهة الرباط سلا القنيطرة في المملكة المغربية. ينتمي الدوّار لمشيخة كورت التي تضم 16 دوار. يقدر عدد سكانه بـ 65 نسمة حسب الإحصاء الرسمي للسكان والسكنى لسنة 2004.
لقد ورد ذكر هذا الموقع عند ميشو بيلير Michaux Bellaire في مذكراته archives du Maroc التي ذكر فيها عدة اماكن مجاورة للموقع : كعين العواكلة ، وعين بني زيد وعين عسلون..
في الحقيقة هذا الإسم يعود لعين مائية تتواجد بالمكان عينه، و يتواجد بالقرب منها دار القايد العربي، التي كانت مقر لدائرة الحكم إبان فترة الحماية الفرنسية.
كانت هذه العين احدى أهم مصادر الماء التي يستفيد منها سكان المنطقة نظرا لغزارة مياهها و عذبتها ...

## روابط خارجية
- البوابة الوطنية للجماعات الترابية نسخة محفوظة 12 مارس 2018 على موقع واي باك مشين.
- المندوبية السامية للتخطيط